# Netduino

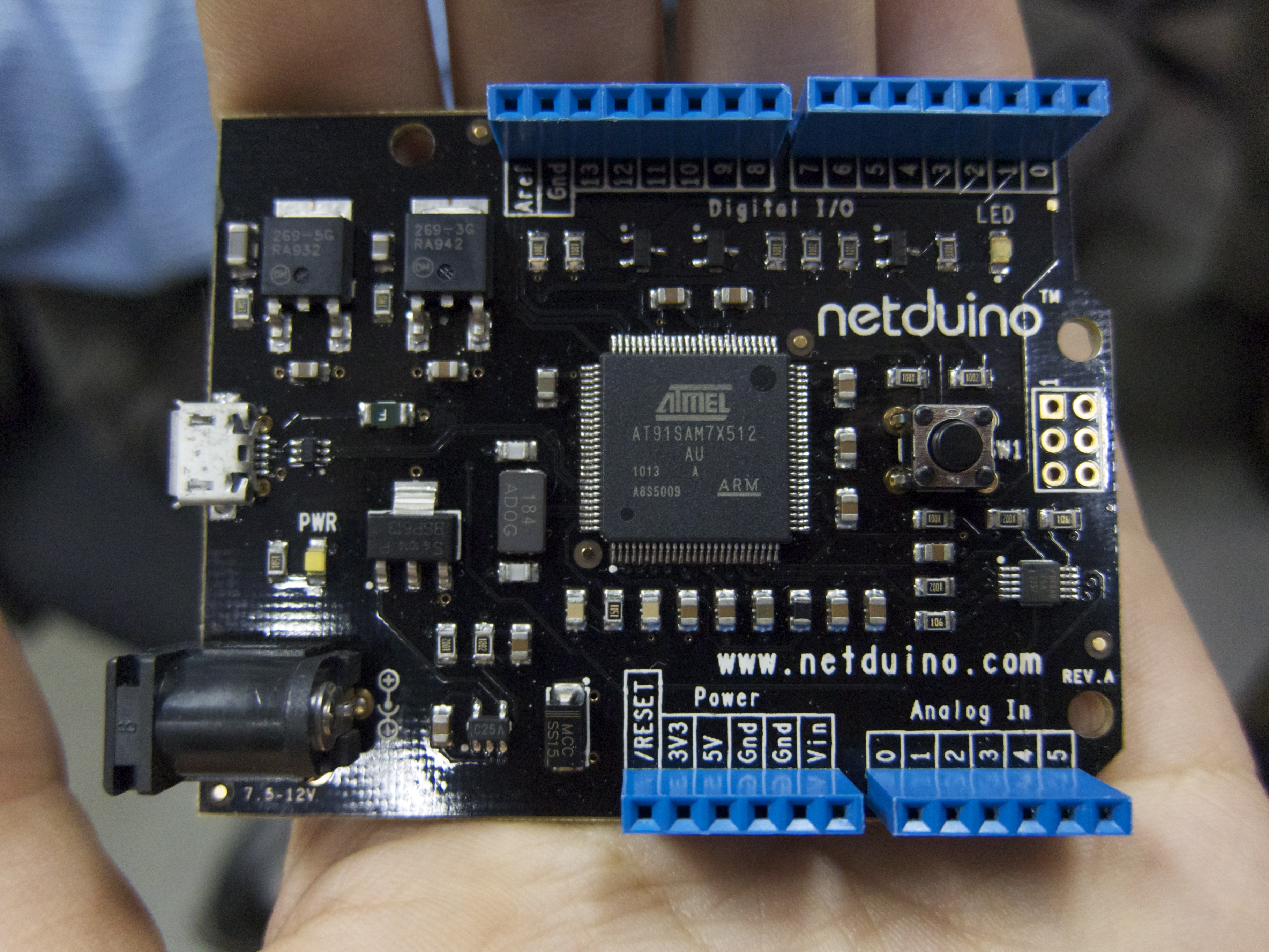
Netduino - 32-bitová vývojová deska s 20 GPIO piny

Netduino je open-source elektronická platforma pro rychlé prototypování. Je založen na Microsoft .NET Micro Framework. Používá 32bitový ARM procesor. Desky netduino (krom verzí mini a Go) jsou navržené jako pinově kompatibilní s většinou shieldů pro Arduino.

## Vývoj
Netduino vymyslel Chris Walker, zakladatel Secret Labs.

## Hardware
Originální Netduino je založeno na procesoru Atmel AT91SAM7X běžícím na frekvenci 48 MHz.

### Netduino Plus
Netduino Plus přidalo integrovaný Ethernet RJ45 port a slot na MicroSD karty.

### Netduino Mini
Netduino Mini je menší verze originálního Netduina. Dá se osadit do nepájivého pole jako DIP pouzdro.

### Netduino 2
Netduino 2 je založeno na procesoru STMicro STM32F2 od STMicroelectronics. Procesor je taktován na 120 MHz, má 192 kB paměti programu, 60 kB paměti RAM a 22 univerzálních vstupně-výstupních pinů. Dále má hardwarovou podporu pro 6 PWM kanálů, 4 UART kanály, I²C a SPI.

### Netduino Plus 2
Netduino Plus 2 vychází z Netduina 2 ale přidává rychlejší 168 MHz STM32F4 mikroprocesor, Ethernetový RJ45 port slot na MicroSD karty.

### Netduino 3
Současna generace Netduina je rozdělena na 3, téměř indetické verze. Liší se komunikačními moduly a pamětí programu. Nejjednodušší verze bez síťového připojení se jmenuje jednoduše netduino 3. Verze s Ethernetovým RJ45 portem a slotem pro MicroSD karty se jmenuje netduino 3 ethernet. Poslední verze, s názvem netduino 3 wifi, je identická s netduino 3 ethernet ale Ethernetový port nahrazuje Wi-Fi modulem.